# シャルル・ヴィロロー
ジャン＝シャルル＝ガブリエル・ヴィロロー（Jean-Charles-Gabriel Virolleaud、1879年7月2日 - 1968年12月17日）は、フランスの東洋学者、考古学者。ウガリット文字の解読者のひとりとして知られる。

## 生涯と業績
ヴィロローはシャラント県バルブジュで生まれた。はじめパリの高等師範学校に入学するが、宗教史と東洋の言語・文化の研究のために中退してソルボンヌ大学に入りなおし、1899年に学士、翌年に修士の学位を取得した。同時に東洋現代語学校でも学び、アラビア語の修士の学位を取得した。同時にヘブライ語やアッシリア語も学んだ。
1899年にロンドン、1900年にイスタンブルにわたって楔形文字粘土板を筆写した。1904年まで兵役についたが、その後1910年までリヨン大学文学部の古代オリエント会議を主催し、また1908年から1910年まで同学部で宗教史を教えた。
1906年にアッシリア・バビロニアに関する学術雑誌『Babyloniaca』を創刊した。この雑誌は1940年に『セム学報』(Revue des Études Sémitiques)に統合されたが、ヴィロローは『セム学報』の編集長だった。
その後はイランに興味を持ち、1912年に東洋現代語学校のペルシア語の修士の学位を取得した後、1913年から翌年にかけてイランを訪れた。第一次世界大戦の後、1920年から1929年までシリアとレバノンの考古学調査を主導した。
シリアのラス・シャムラが古代の貿易の要地だったらしいことが明かになってきたため、1929年3月にクロード・シェフェールの率いる調査隊がラス・シャムラを発掘したが、そこはエジプトのアマルナ文書に言及されている古代都市ウガリットの遺跡であった。遺跡からは多数の楔形文字粘土板が発見された。一部はアッカド語で書かれていたが、大部分はそれまで知られていない種類の楔形文字で書かれていた。ヴィロローはこの粘土板に関する報告を1929年9月に行い、翌年「ラス・シャムラの楔形文字碑文」の題で17ページの粘土板の模写とともに公刊された。
- “Les inscriptions cunéiformes de Ras Shamra”. Syria 10 (4):  304-310. (1929).

この論文が公刊された1930年4月のうちに、ドイツのハンス・バウアーは粘土板の文字（ウガリット文字）を基本的に解読した。ついでフランスのエドゥアール・ドルムがバウアーの解読を補った。ヴィロロー自身による解読は1930年10月に発表され、新しく見つかった粘土板も使用しているためにもっとも完全に近かったが、バウアーの論文を見ずに独立して解読を行ったようにヴィロローが主張したため、多少の争いが生じた。
1929年10月にパリに戻り、パリ大学の美術・考古研究所(フランス語版)で古代シリアの美術と文明を教えた。1931年からは高等研究実習院の宗教科学部門でフェニキア人の宗教に関する会議を主催した。
ヴィロローは1941年に碑文・文芸アカデミーの会員に選ばれ、1951年には会長をつとめた。1951年から1964年までアジア協会の会長だった。